# Anthonomus grandis
Anthonomus grandis este un gândac (coleopter) de bumbac care are o lungime medie de șase milimetri. El se hrănește cu bobocii și florile bumbacului. Se pare că este nativ în America Centrală, de unde a migrat în Statele Unite prin Mexic în secolul al XIX-lea și a infestat toate zonele americane plantate cu bumbac în anii 1920, a devastatat industria și persoanele care lucrau în sudul Statelor Unite. La sfârșitul secolului al XX-lea a devenit un dăunător important și în America de Sud. Începând cu 1978, un programul de eradicare a acesteu insecte în SUA a permis să fie reluată cultivarea pe scară largă în multe regiuni. 